# Isenburg-Philippseich
Isenburg-Philippseich fu una Contea del Sud dell'Assia, in Germania. Venne creata nel 1711 come partizione dell'Isenburg-Offenbach, e venne poi ceduta all'Isenburg nel 1806.

## Conti di Isenburg-Philippseich (1711 - 1806)
- Guglielmo Maurizio II di Isenburg-Philippseich (1711 - 1772)
- Cristiano Carlo di Isenburg-Philippseich (1772 - 1779)
- Carlo Guglielmo di Isenburg-Philippseich (1779 - 1781)
- Enrico Ferdinando di Isenburg-Philippseich (1779 - 1806)

## Conti mediatizzati di Isenburg-Philippseich (1806 - 1920)
- Enrico Ferdinando di Isenburg-Philippseich (1806-1838)
- Giorgio Casimiro di Ysenburg-Büdingen-Philippseich (1838-1875)
- Ferdinando di Ysenburg-Büdingen-Philippseich (1875-1920)